# An Ik-tae
An Ik-tae (ur. 6 grudnia 1906 w Pjongjang, zm. 16 września 1965 w Barcelonie) (hancha 安益泰, hangul 안익태 An Ik-T'ae) – koreański kompozytor muzyki poważnej.

## Życiorys
An urodził się 6 grudnia 1906 w Pjongjang (dzisiejsza Korea Północna).
W 1919, w wieku 13 lat brał udział w krwawo stłumionej demonstracji przeciwko władzy japońskiej i represjom dokonywanym na ludności koreańskiej. Został za to wydalony ze szkoły. W połowie lat 20. XX wieku wyemigrował do Tokio, gdzie nauczył się grać na wiolonczeli i ukończył Narodową Szkołę Muzyczną w 1932.
Chcąc dalej się rozwijać, jeszcze w tym samym roku wyjechał do Pensylwanii w USA, gdzie ukończył Curtis Institute of Music w Filadelfii. Właśnie tam zauważono jego talent w grze na wiolonczeli. Został przyjęty do prestiżowej orkiestry symfonicznej, CSO.
W 1934 w wieku 28 lat wyjechał do Europy, gdzie wraz z grupą innych utalentowanych muzyków koreańskich pracował w latach 1934–1935 nad pieśnią Aegukga, który jest dziś hymnem Korei Południowej. W 1935 rozpoczął naukę u Richarda Straussa. W czasie II wojny światowej pracował jako dyrygent w Niemczech.
W 1945 poślubił Hiszpankę o nazwisku Tavalera, wyjechał do Hiszpanii i przyjął hiszpańskie obywatelstwo. Mieszkał w Hiszpanii do końca życia, tam tworząc większość swych utworów, zwykle o tematyce patriotycznej. Mimo że wyjeżdżał do Korei Południowej jeszcze trzy razy, w 1957, 1961 i w 1963 to nigdy nie został tam na stałe. Nigdy też nie zobaczył już swego rodzinnego miasta, Pjongjang.
Zmarł 16 września 1965 w Barcelonie w Hiszpanii, w wieku zaledwie 59 lat. Ponieważ znaczna część jego dzieł jest o tematyce patriotycznej, niektóre jego pieśni są zakazane w Korei Północnej.